# Jeff Buckley
Pour les articles homonymes, voir Buckley (homonymie).
Jeffrey Scott Buckley dit Jeff Buckley, né le 17 novembre 1966 à Anaheim (Californie) et mort le 29 mai 1997 à Memphis (Tennessee), est un chanteur et guitariste américain.
Fils du chanteur Tim Buckley, il est l'auteur d'un unique album studio, Grace, sorti en 1994. Accédant alors à la notoriété, il meurt peu après par noyade à l'âge de trente ans. Il est considéré aujourd'hui comme un des musiciens majeurs des années 1990.

## Biographie

### Enfance
À la naissance de Jeff Buckley, ses parents Tim Buckley et Mary Guibert sont déjà séparés : son père préfère se consacrer à la musique plutôt qu'à la vie de famille (son premier album, intitulé Tim Buckley, est sorti le 19 novembre 1966, deux jours après la naissance de Jeff Buckley). Jeff vit donc avec sa mère (le divorce de Tim et Mary est prononcé le 29 août 1967).
Jeff Buckley et sa mère habitent d'abord chez les parents de Mary mais la jeunesse de Jeff Buckley est rythmée par de nombreux déménagements avec un niveau de vie parfois des plus modestes. À deux ans, il entre à l’école d’Anaheim, école maternelle qui applique la pédagogie Montessori.
L'éveil puis la passion de Jeff Buckley pour la musique se font beaucoup par sa mère, qui joue très souvent du piano en sa présence (des morceaux de Beethoven et Rachmaninov entre autres)[source insuffisante], et de chanteuses comme Barbra Streisand, Joni Mitchell ou Carole King. Durant cette période, il écoute également des artistes comme les Beatles ou encore Simon & Garfunkel. Il découvre, à l’école ou à la télévision, selon les sources, les chansons d'Édith Piaf, artiste appréciée de son père. Par la suite, Jeff reviendra beaucoup sur l'importance de Ron Moorhead dans sa formation musicale. Ron est le deuxième époux de Mary Guibert (de 1969 à 1973) et est le père de Corey James Moorhead, demi-frère de Jeff né en mars 1972. Il fait découvrir à Jeff beaucoup de groupes de rock dont les Moody Blues, Crosby, Stills & Nash, les Doors ou encore Led Zeppelin,.
Le 29 juin 1975, Tim Buckley décède d'une overdose à l'âge de 28 ans. Jeff Buckley n'a connu que très peu son père : tous les deux ne se voyaient qu'en de rares occasions. Jeff l'a tout de même vu une fois en concert (à Huntington Beach près d'Anaheim, deux mois avant la mort de Tim). Tim Buckley a si peu de relations avec son fils et sa mère que ces derniers ne sont même pas invités aux obsèques. Tim Buckley a enregistré deux chansons parlant d'eux : I Never Asked To Be Your Mountain et Dream Letter.

### Adolescence
C'est à partir de 1979 que Jeff Buckley se passionne vraiment pour la musique : le premier groupe pour lequel il se passionne est Kiss mais il reçoit surtout pour Noël sa première guitare électrique, une imitation d'une Gibson Les Paul noire avec laquelle il apprend notamment à jouer le morceau My Sharona du groupe The Knack (ce morceau est également le premier que Kurt Cobain a appris à jouer),,. Il développe beaucoup son jeu de guitare en intégrant, en 1981, l'orchestre de jazz de son lycée (Jeff Buckley est inscrit au lycée Loara à Anaheim, le même lycée où ses parents se sont rencontrés ). C’est aussi l’époque où il prend pour nom celui qui figure sur son acte de naissance (auparavant, il était appelé « Scotty » Guibert, puis Moorhead, puis Buckley).
En 1981, sa mère déménage à Orange County, ce qui lui permet de fréquenter la Loara High School, lycée fréquenté par ses parents, où les arts avaient une grande place. À cette époque, il s’intéresse au rock progressif (notamment les groupes Yes et Rush). Après avoir fait partie du groupe de jazz du lycée pendant l’automne et l’hiver 1981-1982, il devient membre de Powerage en avril 1982, un groupe de hard-rock formé par 3 de ses amis de lycée. L'arrivée de Jeff au sein du groupe les fait évoluer vers un style plus rock progressif et le groupe se rebaptise Mahre Buckham (mélange des syllabes de leurs noms de familles : Tim Marse, Robin Horry, Jeff Buckley et Jason Hamel),. Au départ, Jeff ne veut pas chanter mais il est tout de même derrière le micro pour leur premier concert, le 21 septembre 1982 (ils jouent essentiellement des reprises dont Fire de Jimi Hendrix, Roxanne de Police et Spirit of Radio de Rush). Le groupe se sépare après une poignée de concerts supplémentaires dont le dernier a lieu lors de la fête de fin d'année de son lycée,.
En 1984, Jeff Buckley déménage à Los Angeles. Grâce à un capital d'argent placé à la mort de son père, il parvient à s'inscrire au Guitar Institute of Technology, où il passe jusqu’à 17 heures par jour à travailler, notamment dans le style jazz fusion, qui lui permet d’éviter toute comparaison avec son père. Avec deux autres élèves de cette école, il forme un trio. Durant cette période, il s'ouvre à d'autres styles de musique comme le jazz, la bossa-nova ou encore le reggae.
Il obtient son diplôme l'année suivante. Les choses stagnent alors un peu pour Jeff Buckley : il a essentiellement plusieurs emplois alimentaires, et travaille sa musique chez lui, en s’imposant une discipline de travail militaire (avec des exercices programmés pour toute la journée) et une hygiène de vie ascétique. Il enregistre, en 1987, sa première maquette intitulée White Boy Music.

### Les débuts
Durant l'été 1986, il rencontre Michael Clouse (en), le propriétaire d'un studio d'enregistrement à Glendale, dans lequel plusieurs groupes viennent enregistrer des maquettes. Ils deviennent amis et démarrent ainsi une petite collaboration : Jeff Buckley compose et enregistre des arrangements pour les démos des clients de Michael tandis que ce dernier s'occupe des parties son et mixage,.

« Je veux faire un album qui fasse oublier Led Zeppelin II ! »

— Jeff Buckley à Michael Clouse (durant leur collaboration de 1988 à 1990),
Jeff Buckley participe à différents groupes : un groupe de reggae nommé A.K.B. (Al Kirk Band) qui accompagne notamment, le temps d'un concert, la chanteuse Judy Mowatt (ex-choriste de Bob Marley), The Wild Blue Yonder, groupe de roots-rock, fait des démos de funk et de R&B, et enfin joue dans Group Therapy, un groupe de hard-rock.
En février 1990, Jeff Buckley écoute avant sa mise sur le marché l’enregistrement du concert de son père, Dream Letter : Live in London 1968 (en) chez Enigma Records. Immédiatement après, Jeff Buckley concrétise une idée qui lui trotte dans la tête depuis plusieurs mois : aller à New York. Il s'y rend avec son ami Shinehead, un chanteur de reggae qu'il accompagne sur scène à l'occasion. Il y reste quelques mois en colocation dans l’appartement de l’actrice Brooke Smith. Durant cette période, Jeff Buckley compose quelques chansons, dont Eternal Life. C’est sa colocataire qui lui fait découvrir à la fois l’herbe et la musique qawwali, et notamment le chanteur Nusrat Fateh Ali Khan qui deviendra une de ses plus grandes influences musicales,,,.
Jeff Buckley revient à Los Angeles en septembre 1990 après que Herb Cohen, l'ancien manager de son père, lui propose de l'aider et de financer l'enregistrement d'une maquette (Herb se tenait très souvent au courant des progrès musicaux de Jeff Buckley). Il enregistre ainsi, en compagnie de Michael Clouse, quatre chansons (Unforgiven, qui sera plus tard rebaptisée Last Goodbye, Eternal life, Strawberry Street et Radio) qu'il rassemble sous le nom The Babylon Dungeon Sessions,.
Ces chansons n'ont pas le succès espéré et, mis à part une rencontre et une tentative de collaboration avec la chanteuse Carole King au début de l'année 1991, les choses n'avancent pas beaucoup pour Jeff Buckley . C’est à cette époque (entre 1987 et 1991) que Jeff Buckley commence à faire des recherches sur son père biologique, Tim Buckley.

### Greetings from Tim Buckley: la rencontre avec Gary Lucas
C'est en avril 1991 que tout démarre vraiment pour Jeff Buckley quand un concert en hommage à son père est organisé à l'église Saint-Ann de New York. Hal Willner, l'organisateur de ce projet intitulé Greetings from Tim Buckley, prend contact avec Herb Cohen (l'ancien manager de Tim Buckley), qui lui signale l'existence de Jeff Buckley et du talent de celui-ci. De cette façon, il finit par être invité à jouer au concert . Jeff Buckley retourne donc à New York le 20 avril. Une fois là-bas, Hal Willner lui présente rapidement Gary Lucas (un ancien collaborateur de Captain Beefheart) avec l'idée de les faire jouer ensemble durant le concert. Le courant passe rapidement entre les deux hommes qui se mettent ainsi au travail .
Le jour du concert, le 26 avril, ils jouent Sefronia-King's Chain, Phantasmagoria In Two et surtout I Never Asked To Be Your Mountain, chanson avec laquelle Jeff Buckley a toujours entretenu des rapports ambigus (« Je suis mentionné dans la chanson, tout comme sa petite amie de l'époque, ma mère. C'est une chanson magnifique, que j'admirais et haïssais à la fois, et c'est pour cette raison que c'est celle que j'ai chantée » ). Il modifie légèrement les paroles, ce qui fait de cette interprétation, selon David Brown, une réponse à son père et une catharsis. Le public est très impressionné par Jeff Buckley, sa voix et ses qualités de chanteur. Il vole ainsi la vedette à tous les autres musiciens invités, à tel point qu'au moment du rappel, il revient seul sur scène interpréter Once I Was .
Après ce concert, Jeff Buckley prolonge son séjour à New York de plusieurs semaines : il est sollicité de toute part et Rebecca Moore, présente aux répétitions, devient sa petite amie,.

### Gods & Monsters
Jeff Buckley retourne ensuite à Los Angeles et démarre des répétitions avec ses amis Chris Dowd (claviériste de Fishbone) et Carla Azar. Ils envisagent de former un vrai groupe (ils composent notamment le morceau What Will You Say que Jeff Buckley joue ensuite très souvent sur scène).
Au même moment, à New York, Gary Lucas, très satisfait de sa collaboration avec Jeff Buckley , lui propose une place de chanteur dans son groupe Gods & Monsters. Pour le motiver à revenir à New York, Gary Lucas se met à composer des morceaux et les lui envoie . C'est surtout la présence de Rebecca Moore à New York qui, en juin 1991, décide Jeff Buckley à y revenir (par intermittence au départ) et s'investir dans le groupe de Lucas .
Ainsi, Jeff Buckley se met au travail avec Gary Lucas. Il écrit des paroles et compose une mélodie pour les deux morceaux que ce dernier lui a envoyés et qui deviennent alors Grace et Mojo Pin. Le 17 août 1991, ils enregistrent ces deux chansons aux studios Krypton avec Jared Nickerson à la basse et Tony Lewis à la batterie et décrochent un peu plus tard un contrat avec le label Imago,.
Début 1992, Jeff Buckley quitte définitivement L.A. et s'installe avec Rebecca Moore dans le Lower East Side de New York. L'association Lucas/Buckley se constitue rapidement un plus gros répertoire avec, entre autres, des compositions comme She's Free, Harem Man ainsi que des reprises telles que Hymne à l'amour (d'Édith Piaf) et Satisfied Mind (de Porter Wagoner ) et démarre une série de concerts.
Cependant, des tensions apparaissent dans le groupe : les deux hommes ont des différends artistiques, Gary Lucas veut faire signer à Jeff Buckley un contrat l'empêchant de s'investir dans d'autres projets que Gods & Monsters et Jeff Buckley n'est pas satisfait du nouveau contrat que leur propose Imago . Le conflit a lieu le 14 mars, le lendemain d'un concert donné à l'église St-Ann (le lieu de leur rencontre). Kate Hyman (la patronne du label Imago) devait décider à l'issue du concert de continuer ou non la collaboration avec Gods & Monsters mais donnera son accord pour signer Jeff Buckley uniquement, sans le reste du groupe. Cette décision et les différends entre Gary Lucas et Jeff Buckley mettent un terme à leur collaboration .

### Le phénomène du Sin-é bar
Jeff Buckley commence alors à se produire seul sur scène. Par l'intermédiaire de Daniel Harnett, un ami de Rebecca Moore, il découvre un petit bar irlandais du nom de Sin-é, situé dans le Lower East Side de New York et qui accueille fréquemment les musiciens locaux. Jeff Buckley y joue pour la première fois en avril 1992 . Il apprécie très vite l'endroit et revient rapidement faire d'autres concerts.
Shane Doyle, le patron du bar, apprécie tellement les performances de Jeff Buckley qu'il le fait jouer au Sin-é tous les lundis. Jeff Buckley y joue quelques-unes de ses compositions (Mojo Pin, Grace, Eternal Life et Unforgiven) et surtout beaucoup de reprises de ses idoles dont, entre autres, Bob Dylan, Nina Simone, Nusrat Fateh Ali Khan, Joni Mitchell et Van Morrison . C'est aussi à cette époque que Jeff Buckley commence à chanter Hallelujah de Leonard Cohen. Il devient ainsi durant le printemps 1992, une des attractions du Lower East Side et le public est de plus en plus nombreux .
À cette époque, Jeff Buckley se produit également à d'autres endroits. À la Knitting Factory, il participe notamment à « Cobra », un projet expérimental du musicien John Zorn dont le concept est le suivant : les chanteurs arrivent sans rien préparer, reçoivent une indication plus ou moins vague et doivent immédiatement monter sur scène et improviser,.
Mais c'est au Sin-é que la carrière de Jeff Buckley franchit une étape supplémentaire. Là-bas, son succès est tel que, durant le mois de mai, de nombreux directeurs artistiques s'y rendent pour le voir en concert . Il reçoit plusieurs propositions et passe ensuite plusieurs mois à les étudier en compagnie de Georges Stein (son avocat et futur manager). Le 29 octobre, après de nombreuses hésitations, il signe un contrat avec Sony Music, sur leur label Columbia. Le fait que son idole Bob Dylan soit signé sur cette maison de disques fut un critère déterminant dans son choix mais Steve Berkowitz, le directeur artistique de Columbia est aussi le seul à s'accrocher et à accepter les conditions de Jeff Buckley en termes d'argent (avances et pourcentages) et de liberté artistique .
Une fois le contrat signé, les choses vont considérablement ralentir : Jeff Buckley veut prendre son temps. Il continue à jouer au Sin-é ainsi qu'à d'autres endroits durant plusieurs mois, il fait quelques brèves tentatives d'enregistrements en studio mais aucun réel enregistrement d'album n'est prévu. Il rencontre tout de même, en juin 1993, le producteur Andy Wallace (qui a également mixé l'album Nevermind de Nirvana) et les deux hommes se mettent d'accord pour travailler ensemble.
Les choses progressent en juillet 1993 quand Columbia décide, avec l'accord de Jeff Buckley, de l'enregistrer en concert au Sin-é. Un premier essai est fait le 19 juillet mais sa prestation n'est pas bonne : Jeff Buckley est nerveux car même si des amis à lui sont présents, le public est fortement composé de gens de chez Columbia. Une deuxième tentative est faite le 17 août, en petit comité, et cette fois, tout se passe bien : Jeff Buckley parvient à retrouver l'ambiance habituelle de ses concerts. Un CD-Maxi du concert sort le 23 novembre.

### L'enregistrement deGrace
Avant d'enregistrer un album, Jeff Buckley veut trouver des musiciens. Pour cela, il rencontre dans un premier temps Mick Grondahl, un jeune bassiste n'ayant jamais joué en groupe auparavant, puis quinze jours plus tard, il fait la connaissance d'un batteur nommé Matt Johnson. Les trois hommes démarrent ainsi des répétitions où est composé le morceau Dream Brother. Les essais étant concluants, les deux musiciens sont alors recrutés . Ils font leur premier concert au Sin-é le 19 septembre.

« Rien ne vaut un groupe. Prends n'importe quel grand album, il importe peu que ce soit un artiste solo comme Van Morrison, sur ses albums, comme Astral Weeks, il y avait un super groupe. Ma musique préférée a toujours été faite par des groupes. »

— Interview de Jeff Buckley durant l'enregistrement de l'album Grace
Le lendemain du concert, ils se rendent tous les trois aux studios Bearsville à Woodstock pour enregistrer leur premier album qui sera produit par Andy Wallace .
En entrant en studio, Jeff Buckley n'avait qu'une idée très vague de ce qu'il allait enregistrer. Il enregistre dans un premier temps et pour s'échauffer quelques reprises de Bob Dylan, Bukka White, Hank Williams ou encore Nina Simone,.
Durant l'été 1993, Jeff Buckley recontacte Gary Lucas car il souhaite enregistrer les chansons Grace et Mojo Pin qu'ils ont composées ensemble. Gary Lucas donne facilement son accord et est même invité à les rejoindre en studio. Les tensions apparues durant l'époque Gods & Monsters sont donc apaisées et Gary Lucas vient passer quelques jours au studio et enregistrer les parties de guitare qu'il a composées .
Au départ, avec Andy Wallace, il est question que Jeff Buckley n'enregistre qu'un album de reprises , mais finalement il décide d'enregistrer ses compositions et de n'enregistrer que 3 reprises pour l'album : Lilac Wine (de James Shelton), Hallelujah (de Leonard Cohen) et Corpus Christi Carol (de Benjamin Britten). L'album se dessine ainsi, petit à petit.
Quelque temps avant la fin des sessions, Jeff Buckley et ses musiciens composent une nouvelle chanson intitulée Forget Her et l'enregistrent également. Cette chanson retient particulièrement l'attention de Steve Berkowitz, qui surveillait régulièrement l'évolution des sessions et qui voit en cette chanson un single potentiel .
Les sessions se terminent mais l'album n'est pas complètement achevé. En effet, Jeff Buckley, qui part un moment seul en tournée à travers les États-Unis et le Canada, décide d'auditionner avec ses musiciens un nouveau guitariste, Michael Tighe (un ami rencontré par l'intermédiaire de Rebecca Moore). Le courant passe entre les 4 hommes et Michael Tighe est recruté. Très peu de temps après son embauche, Tighe et Buckley composent un nouveau morceau intitulé So Real que le groupe enregistrera (ainsi que Kanga-Roo, une reprise de Big Star) à New York. Jeff Buckley parvient à enregistrer le chant de So Real en une seule prise, ce qui est une performance tout à fait exceptionnelle.
Jeff Buckley impose ensuite cette nouvelle chanson pour l'album, en remplacement de Forget Her qu'il trouve plutôt faible. Steve Berkowitz et les gens de Columbia ne sont eux pas du tout du même avis mais finissent pourtant par accepter cette modification .
L'album est cette fois-ci bel et bien terminé, Jeff Buckley le nomme Grace et il sort en août 1994 en Europe puis aux États-Unis. Les titres qui y figurent sont les suivants :
1. Mojo Pin
2. Grace
3. Last Goodbye (anciennement appelé Unforgiven)
4. Lilac Wine
5. So Real
6. Hallelujah
7. Lover, You Should Have Come Over
8. Corpus Christi Carol
9. Eternal Life
10. Dream Brother (ce titre est un clin d'œil à la chanson Dream Letter que chantait Tim Buckley[78],[79],[80])

### Les tournées
En juin 1994, Jeff Buckley et son groupe démarrent leur première tournée aux États-Unis. Mis à part quelques concerts dont notamment celui du Fez à New York, le 17 juin (des personnalités comme Chris Cornell, Winona Ryder et The Edge sont présentes dans la salle), cette tournée ne fait pas grand bruit (principalement parce que l'album n'était pas encore sorti). Le 16 août 1994, ils donnent un concert d'adieu au Sin-é. Jeff Buckley part ensuite à Londres passer du temps en compagnie de Liz Fraser, la chanteuse des Cocteau Twins ; ils ont une brève relation et composent également une chanson intitulée All Flowers In Time .
Le 23 août 1994, l'album sort aux États-Unis mais Mick Grondahl, Matt Johnson et Michael Tighe rejoignent Buckley à Dublin (d'où est originaire son grand-père paternel) pour préparer une tournée d'un mois en Europe. Le premier concert de Jeff Buckley pour cette tournée a lieu au Garage à Londres, le 1er septembre. Le 22 septembre, Jeff Buckley fait son premier concert français au Passage du Nord-Ouest à Paris 
Ce sont en fait deux années de tournées ininterrompues qui commencent. Grace reçoit un très bon accueil critique, plus encore en Europe qu’aux États-Unis (il est récompensé en France par le Grand Prix international du Disque 1995 de l'Académie Charles-Cros ), mais les ventes sont assez modestes, du moins pour Columbia. Jeff Buckley va ainsi s’épuiser dans des tournées interminables, dans des concerts d'envergures diverses, des petits festivals partout dans le monde ou encore au Sin-é où il revient plus tard.
À la manière des musiciens de Jazz qui improvisent leur musique autour d'un thème musical, Jeff Buckley et son groupe interprètent toujours les mêmes chansons mais chaque fois différemment des soirs précédents (ils rallongent certains passages ou jouent de nouveaux arrangements).
Les chansons qu'ils jouent sont principalement : Mojo Pin, Grace, Last Goodbye, So Real, Lover, You Should've Come jOver, Eternal Life, Dream Brother, Hallelujah, What Will You Say, Kick Out The Jams (reprise du MC5) ainsi que le fameux morceau Kanga-Roo qui est à l'origine d'un gros conflit entre Jeff Buckley et les gens de Columbia qui le trouvent trop long (15 minutes en moyenne) et jugent qu'il nuit à ses prestations. Jeff Buckley, lui, ne l'entend pas de cette oreille et continue malgré tout à jouer cette chanson. Il va même, parfois, jusqu'à la dédier au personnel de sa maison de disques.
À cette liste de chansons, Jeff Buckley en rajoute souvent quelques autres selon ses envies du moment. Ils interprètent des morceaux de The Smiths (There Is a Light That Never Goes Out), Led Zeppelin (Night Flight), Édith Piaf (Je N'en Connais Pas La Fin), Judy Garland (The Man That Got Away) et Siouxsie Sioux (Killing Time).
Il effectue en février 1995 une tournée française en tête d'affiche, à guichets fermés. Lors d'une conférence de presse donnée à Lyon, où on le questionne sur ses influences, il explique: « Je crois que les artistes qui m'ont le plus marqué sont ceux que j'ai écoutés étant enfant », citant en particulier plusieurs voix féminines dont celles de Joni Mitchell, Billie Holiday, Nina Simone, Patti Smith, et plus tard, celle de Siouxsie.

« Siouxsie, j’ai beaucoup d’elle dans ma voix »

— Interview de Jeff Buckley dans le magazine L'Indic, 1995
.
| Tournée Française de Jeff Buckley, | Tournée Française de Jeff Buckley, | Tournée Française de Jeff Buckley, |
| Dates                              | Villes                             | Salles                             |
| ---------------------------------- | ---------------------------------- | ---------------------------------- |
| 22 septembre 1994                  | Paris                              | Passage du Nord-Ouest              |
| 8 février 1995                     | Toulouse                           | Bikini                             |
| 9 février 1995                     | Montpellier                        | Salle Victoire                     |
| 10 février 1995                    | Lyon                               | B52                                |
| 11 février 1995                    | Paris                              | Bataclan                           |
| 13 février 1995                    | Rennes                             | Ubu                                |
| 14 février 1995                    | Strasbourg                         | La Laiterie                        |
| 27 juin 1995                       | Tourcoing                          | Théâtre Municipal                  |
| 4 juillet 1995                     | Lyon                               | Les Nuits de Fourvière             |
| 6 juillet 1995                     | Paris                              | Olympia                            |
| 7 juillet 1995                     | Paris                              | Olympia                            |
| 9 juillet 1995                     | Belfort                            | Les Eurockéennes de Belfort        |
| 18 juillet 1995                    | Saint-Florent-le-Vieil             | Terrasse de l'abbaye               |

La popularité de Jeff Buckley, sans être gigantesque à l'époque, lui pose quelques problèmes : le 4 juin, par exemple, il est photographié en compagnie de Courtney Love qui cherchait à le séduire depuis quelque temps. Ces photographies entraînent de nombreuses rumeurs alors que leur relation est strictement amicale . Un autre événement le contrarie beaucoup quand le magazine People le cite dans un classement des 50 plus beaux hommes du monde. À ce sujet, il déclare : « C'est facile d'avoir du succès, cela n'a pas grand chose à voir avec la musique, mais avec le look, l'exposition médiatique… […]. Je serai toujours musicien, je n'ai pas besoin d'avoir ma photo partout […]. Ce que je veux vraiment c'est toujours pouvoir jouer, jusqu'à ce que je tombe. » .
Avec la fatigue des tournées, Jeff Buckley n'arrive plus à écrire de nouvelles chansons (au bout d'un an de tournées à travers le monde, 207 concerts au total ont été donnés ). Malgré cela, sa maison de disques exerce beaucoup de pression sur lui pour qu'il enregistre rapidement un deuxième album. En effet, à la fin de l'année 1995, Grace s'est vendu à 750 000 exemplaires dans le monde (dont 180 000 exemplaires aux États-Unis ), mais Columbia aurait avancé près de 2,2 millions de dollars en clips, tournées, singles et sessions d'enregistrements, si bien que les ventes de l'album ne lui permettent pas de rembourser intégralement sa maison de disques et il doit donc éponger ses dettes .

« Depuis l'année dernière, je n'ai pas été capable d'écrire une chanson. Toujours en tournée, pas moyen de prendre la moindre distance. (...) Je me sens cheap et inutile. Il faut que je me remette à écrire... Quand je me vois, j'ai honte, je ne suis plus qu'un pantin traîné de salle en salle. »

— Jeff Buckley au magazine Les Inrockuptibles
D'autre part, le rythme très éprouvant des tournées viendra à bout du batteur, Matt Johnson. En plus de ne plus supporter ce rythme, il commence aussi à être victime de problèmes auditifs liés au volume sonore des prestations répétées du groupe et des tensions apparaissent également entre lui et Jeff Buckley car il accepte mal le mode de vie excessif de ce dernier (forte consommation d'alcool, de cigarettes et expérimentation de certaines drogues). Ainsi, en novembre 1995, voulant anticiper le départ dont leur parle leur ami, Jeff Buckley, Mick Grondahl et Michael Tighe commencent quelques répétitions avec un nouveau batteur, Eric Eidel. Mais les choses en restent là pour l'instant . Matt Johnson quitte ensuite le groupe au début de l'année 1996 après une dernière tournée de quinze dates en Australie. Michael Tighe déclare à ce sujet : « Matt en a eu assez des tournées […] Avec Jeff, il entretenait une relation particulièrement fraternelle, ils étaient similaires en bien des points. Cela a été dévastateur pour le groupe quand il est parti. » .

### Sketches For My Sweetheart The Drunk
Après le départ de Matt Johnson, le groupe ne tourne plus et (sous la pression de Steve Berkowitz et de Columbia) se concentre alors sur l'écriture et l'enregistrement de ce second disque. Eric Eidel est alors reconvoqué et le 15 juin, le groupe entre au studio Sorcerer Sound à New York pour tenter d'enregistrer ce deuxième album (déjà intitulé My Sweetheart The Drunk) avec Tom Verlaine (leader du groupe Television) à la production. Tom Verlaine et lui se sont rencontrés la même année durant l'enregistrement de l'album Gone Again de Patti Smith auquel Jeff Buckley fut invité à participer. Il joua sur le morceau Fireflies et fait des chœurs sur Beneath The Southern Cross (à noter que quatre célèbres musiciens de rock sont présents sur ce morceau : Tom Verlaine à la guitare, John Cale au clavier, Patti Smith et Jeff Buckley au chant).
Cette première session d'enregistrement de My Sweetheart The Drunk est un échec : les conditions sont précaires, le temps est limité et Eric Eidel, leur nouveau batteur, ne parvient pas à s'adapter à tous les morceaux . Jeff Buckley décide alors de repousser l'enregistrement de l'album.
Durant l'automne 1996, Jeff Buckley décide de se séparer d'Eric Eidel. Le moral de Jeff Buckley est alors au plus bas et ses proches s'inquiètent de le voir boire autant d'alcool et le soupçonnent d'abuser d'autres drogues (à noter que Buckley a, auparavant, reconnu avoir déjà pris des drogues tout en parlant de libération ou d'aide à la créativité pour expliquer cette attitude) . Les choses s'améliorent au début de l'année 1997 quand Mick Grondahl lui présente Parker Kindred, un nouveau batteur qui, après quelques répétitions, est rapidement embauché .
Le 5 février 1997, le groupe est de nouveau en studio, cette fois-ci en compagnie de Michael Clouse à la production, mais seulement pour quelques jours. Ils enregistrent une poignée de nouveaux morceaux dont Haven't You Heard. Selon Michael Tighe, ces sessions sont « juste des essais pour avoir des trucs sur bande et voir comment les arrangements fonctionnaient ».
Fin février, le groupe retourne en Studio avec Tom Verlaine, mais cette fois-ci à Memphis. C'est un nouvel échec : Jeff Buckley, musicien extrêmement perfectionniste, veut sans arrêt reprendre chaque morceau et Tom Verlaine râle après les musiciens. Finalement, seuls quelques morceaux sont enregistrés, dont Opened Once que Jeff Buckley enregistre seul avec Tom Verlaine, tandis que le reste du groupe repart à New York .
Le 22 mai, resté à Memphis pour s'isoler et composer de nouveaux morceaux, il envoie à ses musiciens une maquette contenant de nouvelles chansons et les invite à le rejoindre à Memphis pour les enregistrer (à Michael Tighe, il dit par téléphone : « C'est la première fois que je me sens vraiment bien avec cette musique, je me sens comme quand nous sommes partis en tournée pour la première fois pour Grace ».)
Le 29 mai 1997, le groupe prend l'avion pour rejoindre Jeff Buckley. Attendant leur arrivée, il part se promener au bord de la Wolf River, affluent boueux du Mississippi, avec son ami Keith Foti et décide d’aller se baigner, tout habillé. Après le passage d’un bateau à aubes, il disparaît dans les eaux. Son corps est retrouvé six jours plus tard, près de Beale Street à Memphis, par un passager du bateau de tourisme American Queen. Il avait 30 ans.

### Hommages et carrière posthume
« Techniquement, c'était le meilleur chanteur à être apparu depuis probablement vingt ans. [...] Plus j'écoute Grace, plus j'apprécie son talent absolu... Ce n'est pas loin d'être mon album préféré de la décennie. »

— Jimmy Page à propos de Jeff Buckley
C'est après sa mort que Jeff Buckley est le plus médiatisé : même si l'album Grace fut un succès à sa sortie, ses ventes ont explosé après sa mort, notamment grâce aux nombreux hommages qui lui sont rendus à sa mort et durant les années suivantes dans la presse musicale ainsi que par quelques artistes célèbres dont Jimmy Page (voir la citation plus haut), Brad Pittou encore Alanis Morissette[réf. nécessaire].
Après la mort de son fils, Mary Guibert décide pratiquement tout de suite de prendre en charge la gestion de sa mémoire.
Elle refuse, dans un premier temps, de se rendre à la cérémonie funéraire organisée par les amis new-yorkais de Jeff (qui eut lieu le 11 juin 1997 à la St Mark's Church) et en organise une nouvelle, plus « people », à la St Ann's Church de Brooklyn (où tout avait vraiment démarré pour Jeff) le 31 juillet et 1er août 1997 où des personnalités telles qu'Elvis Costello, Marianne Faithfull ou encore Rebecca Moore se rendent .
Dès le décès de Jeff Buckley, les gens de Columbia, ne perdant pas pour autant leur sens des affaires, programment la sortie d'un album posthume pour octobre 1997. Ils ont récupéré les enregistrements faits avec Tom Verlaine et projettent de les faire mixer par Andy Wallace. Mary s'oppose à cette initiative jugée trop précoce et non respectueuse de la mémoire de son fils. Elle reprend alors ce projet en compagnie de Don Devito et de Chris Cornell (chanteur de Soundgarden et ami de Jeff) .
Ainsi, en mai 1998, sort Sketches For My Sweetheart The Drunk, un double album composé de la 1re session d'enregistrement, dont Buckley n'était pas satisfait, et des démos 4-pistes qu'il avait enregistrées seul à Memphis plus tard, comme brouillon pour ce qui aurait dû être le nouvel album .
Après un procès intenté au manager de Jeff en juillet 1998 et remporté ensuite, Mary Guibert gère tout ce qui concerne la musique de son fils : de la publication de disques jusqu'aux autorisations d'utiliser sa musique .
En mai 2000, elle publie, avec l'aide de Michael Tighe, Mystery White Boy, un album live enregistré durant les tournées de 1995 à 1996.
L'année suivante, ils publient en France uniquement, Live à l'Olympia .
Bien que certaines personnes commencent à critiquer le fait de voir autant d'albums posthumes être publiés , Gary Lucas publie Songs To No One en 2002. Cet enregistrement reprend les chansons de ce dernier en compagnie de Jeff Buckley au sein de Gods & Monsters.
Pour les dix ans de la sortie de Grace, une version remasterisée de l'album est éditée. Elle est nommée Grace Legacy Edition et est augmentée d'un deuxième disque contenant la chanson Forget Her que Jeff avait remplacée par So Real et quelques reprises que le groupe avait enregistrées durant les sessions d'enregistrement de l'album.
Jeff Buckley a eu une influence considérable dans le monde musical des années 1990. En particulier, il est un des principaux inspirateurs de la vague pop/rock mélancolique et des groupes Radiohead (leur chanson Fake Plastic Trees fut écrite par Thom Yorke en revenant, complètement bouleversé d'un concert de Jeff Buckley), Coldplay (lors d'une interview, Chris Martin a déclaré : « Moi aussi, j'ai tout piqué à Thom Yorke ou à Jeff Buckley »), Starsailor, Muse, Travis ou encore le chanteur Badly Drawn Boy reconnaissent tous son influence .
| Chansons composées en hommage à Jeff Buckley | Chansons composées en hommage à Jeff Buckley | Chansons composées en hommage à Jeff Buckley |
| Artistes                                     | Chansons                                     | Albums/EP                                    |
| -------------------------------------------- | -------------------------------------------- | -------------------------------------------- |
| Cocteau Twins                                | Rilkean Hearts et Half Gifts                 | Milk And Kisses                              |
| Zita Swoon                                   | Song for a Dead Singer »                     | I Paint Pictures on a Wedding Dress          |
| Chris Cornell                                | Wave Goodbye                                 | Euphoria Morning                             |
| PJ Harvey                                    | Memphis                                      | Good Fortunes                                |
| Aimee Mann                                   | Just Like Anyone                             | Bachelor no 2                                |
| Brenda Kahn (en)                             | Sidestep the Bullet                          | Hunger                                       |
| Mike Doughty (en)                            | Grey Ghoste                                  | -                                            |
| Juliana Hatfield                             | Trying Not to Think About It                 | Please Do Not Disturb                        |
| Duncan Sheik (en)                            | A Body Goes Down                             | Humming                                      |
| Hole                                         | Boys on the Radio                            | Celebrity Skin                               |
| Mark Eitzel                                  | To the Sea                                   | The Invisible Man                            |
| Oldelaf et Monsieur D                        | Les Hippopotames                             | Dernière chance d'être disque d'or           |

En 2008, la popularité de Jeff Buckley connaît un nouvel essor grâce notamment à une interprétation d'Hallelujah par Jason Castro dans l'émission American Idol. En effet, la semaine suivant sa prestation, la chanson (la version de Jeff Buckley) devient no 1 des ventes par téléchargement aux États-Unis. En France, c'est l'émission Nouvelle Star qui y a contribué avec Julien Raoux (durant les castings), mais surtout avec la prestation de Benjamin Siksou lors du prime-time du 15 mai 2008. La chanson passe depuis régulièrement à la radio et les ventes de l'album ont nettement augmenté.
Paradoxalement à ce succès, Jeff Buckley, lui, n'était pas satisfait de sa version (« Ma version est trop rapide. […] Je devais choisir entre celle-ci et une autre que je détestais vraiment. En tout, il doit bien exister vingt-deux versions qui traînent quelque part »), et selon Gary Lucas, il n'aurait pas aimé une telle « mythification » de son nom (« Il n'aurait pas aimé ça, il en avait suffisamment entendu sur son père. […] Il ne se rêvait pas en héros, lui-même n'en avait pas. […] Si Jeff a été et restera si marquant, c'est que sa musique a toujours été celle d'un survivant. »).

## Possible adaptation cinématographique de sa vie
Au début des années 2000,  Brad Pitt a l'idée d'incarner Jeff Buckley dans un film biographique en préparation. Le film ne se fera jamais, notamment à cause du refus de Mary Guibert, la mère de Jeff Buckley.  Elle accepte dans un premier temps, puis se ravise et dit à Brad Pitt : « On va vous teindre les cheveux, vous mettre des lentilles de contact marron sur ces beaux yeux bleus et quand vous allez ouvrir la bouche, c'est la voix de Jeff qui va sortir ? ». L'idée d'un biopic est ainsi abandonnée.
En juin 2011, deux longs métrages sont annoncés : le premier, sans titre annoncé, produit par Mary Guibert et Orian Williams, réalisé par Jake Scott, sur un scénario de Ryan Jaffe. Celui-ci s'est inspiré des carnets personnels, dessins et de la correspondance de Jeff Buckley. L'acteur et chanteur Reeve Carney interprète le rôle-titre. Finalement intitulé Everybody Here Wants You, il sort en 2021. Le second film annoncé, Greetings from Tim Buckley, est réalisé par Dan Algrant et plus axé sur les relations entre Jeff Buckley et son père. Le tournage est annoncé pour août 2011, avec Penn Badgley (Gossip Girl) dans le rôle de Jeff Buckley. Il sort plus de dix ans avant le premier, en 2012. En 2025,  Amy Berg sort le documentaire It’s Never Over, Jeff Buckley, dont Brad Pitt est le producteur exécutif

## Discographie

### Singles, EP
- Live at Sin-é (1993)
- Hard Lucky Tour Australia (1995)
- Last Goodbye (1995)
- Live From The Bataclan (1996)
- Everybody Here Wants You (1998) (EP australien)
- So Real (1999)
- Eternal Life (1999)
- Grace EP's (2002) (Box Set, 5 EPs)

### Ouvrages
- Merri Cyr, A Wished-For-Song. Jeff Buckley. Portrait en images de Jeff Buckley par son amie photographe Merri Cyr, accompagné de plusieurs interviews.

### Biographies
- David Browne, Dream Brother : Vies et morts de Jeff et Tim Buckley, Paris, Denoël, 2003.
- Stan Cuesta, Jeff Buckley, Paris, Castor Astral, 2005.
- Jeff Apter, Jeff Buckley: A Pure Drop, Editions du Camion Blanc, décembre 2011, 430 p. (ISBN 978-2-35779-162-6, présentation en ligne).

### Documentaires
- Jeff Buckley - Fall in Light : portrait d'un musicien virtuose, mort à l'âge de 30 ans - Don Kent